# Frederik Pohl
Pour l’article homonyme, voir Pohl.
Frederik Pohl, né le 26 novembre 1919 à New York et mort le 2 septembre 2013 , est un écrivain et un éditeur de science-fiction américain.

## Biographie
Frederik Pohl est né dans le quartier de Brooklyn, à New York, où il passe une grande partie de sa vie. Il suit en particulier des études au Bronx High School of Science, où il fait la connaissance d'Isaac Asimov avec qui il restera ami pendant toute sa vie. Il doit cependant quitter l'école à l'âge de 14 ans pour trouver du travail et ne termine jamais ses études.
En 1938, il rejoint le groupe des Futurians avec Isaac Asimov. Il rencontre dans ce groupe de nombreux auteurs, en particulier Judith Merril, qu'il épouse en 1949 et avec qui il a une fille, Ann, en 1950. Pohl commence sa carrière en dirigeant plusieurs revues éditant de la science-fiction, en particulier les magazines Astonishing Stories et Super Science Stories.
Pendant la Seconde Guerre mondiale, il est envoyé en Europe, d'où il revient avec une blessure de guerre. Il s'inscrit ensuite au parti communiste américain mais en sera exclu à cause de certains anciens membres qui craignent que la science-fiction ne corrompe les adolescents.
Il commence alors une seconde carrière comme agent littéraire, allant même jusqu'à revendiquer la représentation d'environ 70 % des plus grands auteurs de science-fiction dans les années 1970. Parallèlement, il écrit ses premiers livres en collaboration avec ses nombreux contacts.
Ami de Cyril M. Kornbluth, leur collaboration produit entre autres une dystopie satirique où le monde est dirigé par des compagnies publicitaires : Planètes à gogos (The Space Merchants), satire où il étale sans états d'âme les méthodes des services de marketing. Des thèmes proches tels que des satires de la société de consommation des années 1960 lui fournissent matière à de nombreuses nouvelles.
De 1959 à 1969, Frederik Pohl édite deux des plus grands magazines de SF américains, Galaxy et If. Dans l'un des numéros de Galaxy, il lance un concours d'écriture de nouvelles pour jeunes auteurs, doté d'un prix de 10 000 dollars. Les textes reçus sont tellement pauvres qu'il publie finalement l'un de ses propres textes, écrit sous un pseudonyme. Tout au long de sa carrière, il en utilise de nombreux : « Elton V. Andrews », « Henry De Costa », « Paul Dennis Lavond », « Paul Flehr », « S. D. Gottesman », « Lee Gregor », « Edson McCann », « James MacCreigh », « Ernst Mason », « Scott Mariner », « Charles Satterfield », « Warren F. Howard » ou « Allen Zweig ».
Dans les années 1970, il fait un retour avec, entre autres, la série de La Grande Porte qui lui vaut le prix Hugo, le prix Nebula et la reconnaissance de l'ensemble de la profession. De 1974 à 1976, Frederik Pohl est élu président de la Science Fiction and Fantasy Writers of America. En 1992, il reçoit le prix Damon-Knight Memorial Grand Master de cette association pour l'ensemble de son œuvre. Il est en 2012 le seul à avoir reçu le prix Hugo à la fois comme auteur et comme éditeur.
En dehors de la science-fiction, il publie également de nombreux ouvrages, en particulier Practical Politics, un manuel expliquant le processus politique américain.
Frederik Pohl a été marié quatre fois. Avec l'auteure Leslie Perri (en), l'éditrice Judith Merril, il a épousé Carol Stanton, avec qui il coédite quelques anthologies, et Elizabeth Anne Hull (en) également écrivain, ex-présidente de la Science Fiction Research Association.
De 1984 a 2013, il vécut à Palatine, en banlieue de Chicago dans l'Illinois.

## Satisfacteur
Frederik Pohl imagine l'appareil nommé Satisfacteur dans son roman L'Ère du satisfacteur paru en 1976. Cet appareil possède d'étonnants points communs avec des appareils devenus d'usage courant au début du XXIe siècle : assistants personnels et surtout smartphones.
Il s'agit d'un terminal d'ordinateur portable qui combine les fonctions de téléphone, carte de paiement, réveil, bibliothèque d'information générale, outil de commande de repas, assistant médical, éducateur pour les enfants (qui ont chacun le leur), géolocalisateur, outil de distribution d'information non sollicitée et secrétaire à temps complet. Pohl l'imagina au début des années 1960 après avoir vu l'un des premiers systèmes de temps partagé permettant d'utiliser un gros (pour l'époque) ordinateur connecté par téléphone et utilisable simultanément par plusieurs utilisateurs. Pohl remplace les lignes par un système radio, donne à son appareil des possibilités de reconnaissance vocale au lieu d'un clavier, et un écran au lieu d'un télétype pour en rendre les réponses plus confortables pour l'utilisateur. L'appareil est petit et léger et chacun l'a toujours sur lui. La principale différence avec un smartphone est la forme de l'engin imaginé par Pohl, celle d'un sceptre.
Une autre différence avec les smartphones est que Pohl imagine son terminal « passif », n'ayant pas été jusqu'à supposer que la puissance d'un super-ordinateur de son époque tienne dans un espace si restreint. Il se montre cependant conscient que cet appareil existera avant le XXVe siècle, estimant que son existence sera probable d'ici cinquante ans, soit 2015.
L'innovation la plus remarquable est l'usage de l'appareil pour les paiements, qui anticipe sur des systèmes comme le Minitel ou Audiotel. Sarcastique comme toujours envers la société de consommation, Pohl présente les dangers de l'appareil qui effectue des paiements automatiques sans toujours en avertir son utilisateur.

## Œuvres

### Séries
- Série La Paix des étoiles avec Jack Williamson
  - Les Récifs de l'espace (The reefs of space, 1964) - Presses Pocket Science-fiction no 5028, 1978
  - L'Enfant des étoiles (Starchild, 1965)
  - L'Étoile sauvage (Rogue star, 1969) - Presses Pocket Science-fiction no 5098, 1980

- Série La Grande Porte
  - La Grande Porte (Gateway, 1977) - J'ai lu no 1691
  - Les Pilotes de la Grande Porte (Beyond the blue event horizon, 1980) - J'ai lu no 1814
  - Rendez-vous à la Grande Porte (Heechee rendezvous, 1984) - J'ai lu no 2087, 1986
  - Les Annales des Heechees (The Annals of the Heechee, 1987) - J'ai lu no 2632, 1989
  - À travers la Grande Porte (The Gateway trip, 1990) - J'ai lu no 3332, 1992

### Romans
- L'Ère des gladiateurs (Gladiator-at-law, 1949), avec Cyril M. Kornbluth - Presses Pocket Science-fiction no 5004, 1977
- Planète à gogos (The space merchants, 1953), avec Cyril M. Kornbluth - Présence du futur no 134, 1971 - Réédité avec le roman Les Gogos contre attaquent, Folio SF no 315, 2008
- Les Sillons du ciel (Search the sky, 1954), avec Cyril M. Kornbluth
- Les Animaux de la guerre (Slave ship, 1957) - Marabout Science-Fiction no 595, 1976
- La Tribu des loups (Wolfbane, 1959), avec Cyril M. Kornbluth
- La Promenade de l'ivrogne (Drunkard's walk, 1960) - Presses Pocket Science-fiction no 5108, 1981
- L'Ultime fléau (Plague of Pythons, 1962)
- L'Ère du satisfacteur (The age of the pussyfoot, 1969) - Le Masque Science-fiction no 39, 1976
- Homme-plus (Man plus, 1976) - Le Livre de poche no 7051, 1979
- Jem (Jem, 1979)
- La Guerre en douce (Cool war, 1979)
- Les Gogos contre-attaquent (The merchant's war, 1984) - Réédité avec le roman Planète à gogos, Folio SF no 315, 2008
- Les Annales de la cité (The years of the city, 1984)
- Casse-tête chinois (Black star rising, 1985) - J'ai lu no 2151, 1987
- L'Avènement des chats quantiques (The coming of the quantum cats, 1986) - Présence du futur no 445, 1987
- Ceux de Tchernobyl, 1988, Alizés
- Plus de vifs que de morts (Outnumbering the dead, 1990)
- Dialogue avec l'extraterrestre (The voices of Heaven', 1994)
- Rencontre avec l'extraterrestre (O Pioneer!, 1998)
- The Last Theorem (2008) Coécrit avec Arthur C. Clarke

### Recueil de nouvelles
Pohl a écrit aussi de nombreuses nouvelles dont les meilleures sont regroupées dans les anthologies :
- The Best of Frederik Pohl (1975)
- À travers la Grande Porte (The Gateway Trip - 1990)
- Platinum Pohl (2001)

La publicité et ses procédés sont décrits de façon inquiétante dans The tunnel under the world.

### Quelques nouvelles traduites en français
- Le Tunnel sous l'Univers, 1955 ((en) The Tunnel Under the World, 1955)Titré également La Tête contre les murs (Galaxie no 16) et Le Tunnel sous le monde (OPTA, coll. Marginal no 4)
- Voir une autre montagne, 1959 ((en) To See Another Mountain, 1959), trad. Roger Durand
- Après-guerre, 1966 ((en) The Waging of the Peace, 1959)Parue également sous le titre Gagner la paix en  1984
- Le Salaud (1964)
- Le Lendemain du jour où les Martiens sont arrivés, 1975 ((en) The Day After the Day the Martians Came, 1967), trad. France-Marie Watkins
- La Réunion, 1974 ((en) The Meeting, 1972)Écrit avec Cyril M. Kornbluth.
- Comment Shaffery devint immortel, 1975 ((en) Shaffery Among The Immortals, 1972), trad. Bruno Martin
- Réunion au sommet du Mile-High, 1989 ((en) The Reunion at the Mile-High, 1989), trad. Jacques Martinache

### Autres écrits
- Tiberius (1960)
- Practical Politics 1972 (1971)
- The Way the Future Was (1978) - autobiographie
- Science Fiction Studies in Film (1981)
- Our Angry Earth (1991) avec Isaac Asimov
- Chasing Science: Science as Spectator Sport (2000)

## Adaptations au cinéma et à la télévision
- 1952 : Tales of Tomorrow, épisode Many Happy Returns
- 1965 : Out of the Unknown (en), épisodes The Midas Plague et Tunnel Under the World
- 1969 : Le Tunnel sous le monde (Il tunnel sotto il mondo), un film expérimental de Luigi Cozzi inspiré de la nouvelle Le Tunnel sous l'Univers
- 1986 : Histoires de l'autre monde (Tales from the Dark Side), épisode The Bitterest Pill